# Naga (mitología hinduista)

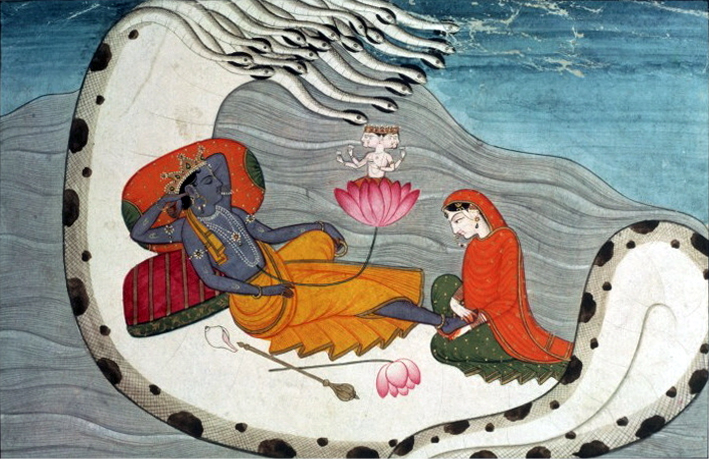
El dios Visnú reposa sobre el naga serpiente Ananta Shesha, mientras su consorte Laksmí lo masajea.

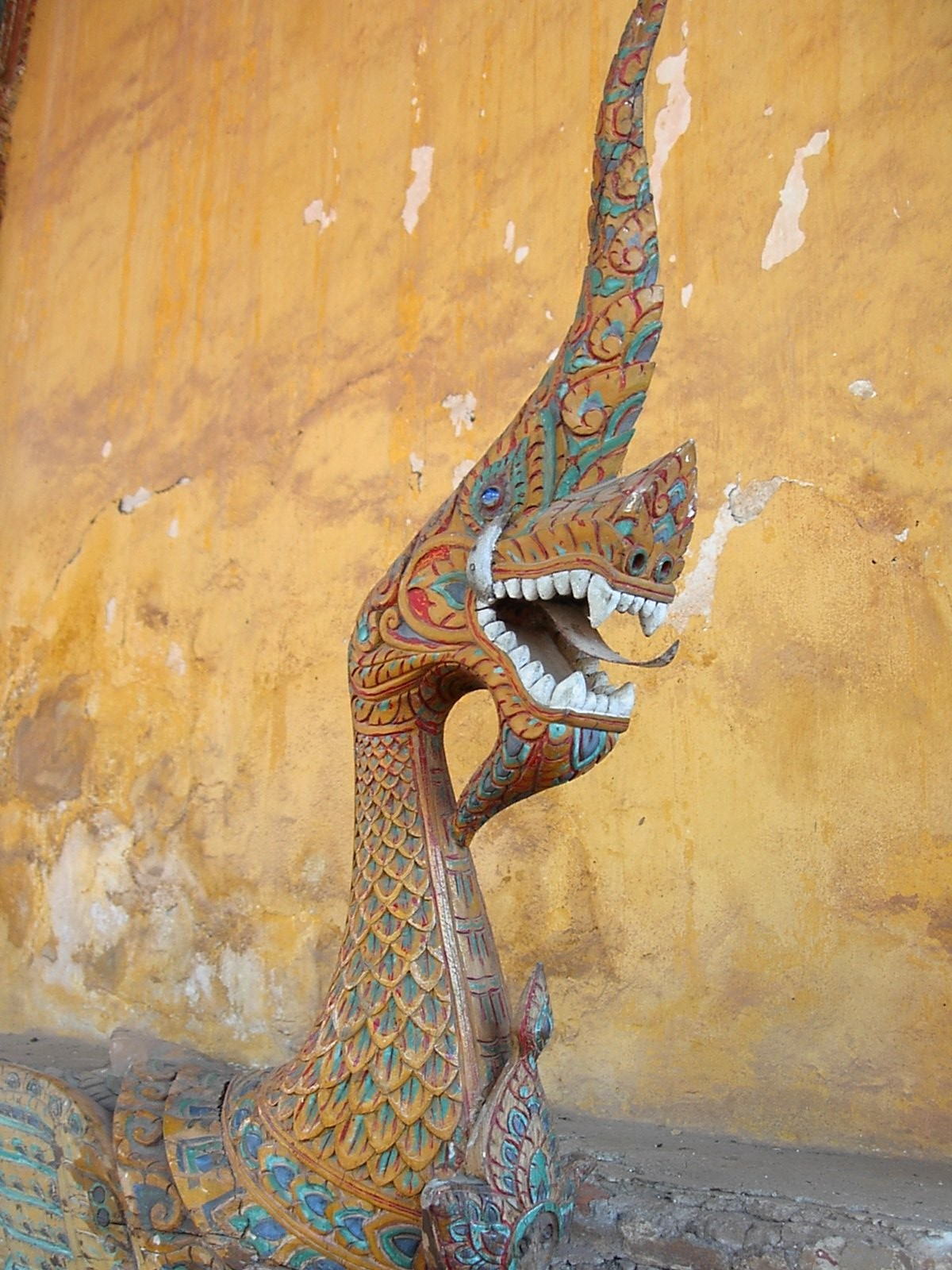
Estatua de una serpiente naga, que custodia el templo de Wat Sisaket en Vientián (Laos).

En el marco de la mitología hinduista, los nagas son un tipo de seres, considerados semidioses inferiores, con forma de serpiente.

## Nombre sánscrito
- nāga, en el sistema AITS (alfabeto internacional para la transliteración del sánscrito).[1]
- नाग, en escritura devanagari del sánscrito.[1]
- någå, en javanés.
- นาช (nāk) en tailandés.
- នាគ (neak), en jemer.
- Pronunciación:
  - /nagá/ en sánscrito[1] o bien
  - /nága/ o /nág/ en varios idiomas modernos de la India (como el bengalí, el hindí, el maratí o el palí).
- Femenino: nagini, que en sánscrito se pronunciaba /naguiní/ (no /najiní/) y en otros idiomas /naguíni/ (no /najini/).

### Etimología
Se desconoce de dónde proviene la palabra sánscrita naga.
Posiblemente es un autogentilicio en el idioma de la etnia naga.
Se rechazan las etimologías que la hacen provenir de na-ga (‘los que están fríos como el hielo’) o de nagna (‘los desnudos’)

## En el «Majabhárata»
En el gran texto épico Majabhárata (siglo III a. C.), la representación de los nagas tiende a ser negativa.
Se los retrata como las víctimas que merecían la muerte en el sarpa iagñá (el sacrificio de serpientes) y la predación en manos del hombre ave Garudá.
El texto los llama «perseguidores de todas las criaturas» y dice que «las serpientes tenían veneno virulento, gran poder y exceso de fuerza y siempre intentaban morder a otras criaturas».
Al mismo tiempo, los nagas juegan un papel importante en las leyendas narradas en el texto, frecuentemente no más malvados o engañadores que los demás protagonistas, e incluso a veces del lado de los «buenos».
Generalmente en el texto aparecen con forma mezcla de humanos y serpientes. Otras veces aparecen con forma humana y luego con forma de serpiente.
Por ejemplo, la historia de cómo el príncipe naga Shesha terminó sosteniendo al mundo sobre sus capuchas comienza con la escena en que él aparece como un dedicado asceta humano, «el cabello recogido con un rodete, la ropa hecha jirones, y su carne y piel seca debido a las austeridades que estaba practicando.
El dios Brahmá queda complacido con Shesha, y le encarga sostener el mundo sobre su cabeza. En este punto, Shesha aparece con los atributos de una serpiente. Entra por un agujero en la Tierra y se desliza hasta el fondo, donde carga la Tierra sobre su cabeza.

### Enemistad con Garudá
El gran némesis de los nagas en el Majabhárata es el gigantesco hombre-pájaro Garudá.
El sabio Kashiapa tuvo dos esposas, Kadru y Vinata. La primera quería tener muchos hijos, y la segunda quería tener pocos, pero muy poderosos. El sabio cumplió sus deseos: Kadru puso mil huevos (de los que nacieron serpientes) y Vinata puso dos huevos (de los que nacieron Aruna —el auriga de Suriá— y Garudá)
Por una estúpida apuesta, Vinata y Garuda se convirtieron en esclavos de Kadru y tuvieron que cumplir órdenes de las serpientes. Aunque Garuda cumplía todos los caprichos de los nagas, se generó en él un rencor al que nunca renunciaría. Cuando le preguntó a las serpientes lo que tendría que hacer para ser liberado de su cautiverio, le dijeron que tendría que llevarles el amrita, el elixir de la inmortalidad.
Garudá robó el elixir de los dioses y se lo trajo a las serpientes, con lo que cumplió con la orden, pero mediante una trampa evitó que lo repartieran y obtuvieran la inmortalidad. Desde ese momento, él las consideró enemigos y comida.

### La maldición de Kadru
Kadru, la madre ancestral de las serpientes, hizo una apuesta con su hermana Vinata, cuya prenda era que la perdedora sería esclava para siempre de la ganadora. Ansiosa por asegurarse la victoria, Kadru les pidió a ayuda a sus hijos. Ellos se negaron, por lo que Kadru se enojó y los maldijo para que murieran en un «sacrificio de serpientes» que realizaría un rey Yanam Eyaia, hijo de Majarash Paríkshit, a principios de la era kalí iugá (para la que faltaban unos 4 millones de años), nieto de Abhimaniu y bisnieto de Aryuna.
Vasuki (rey de las serpientes nagas) supo de esta maldición. Entonces fue a buscar al asceta Yárat Karu (‘vieja acción’) para ofrecerle en matrimonio a su hermana, que quedó registrada en la leyenda como simplemente como Yárat Karu Priiá (‘amada de Yáratkaru’), Bhaguiní Yárat Karu (‘esposa de Yáratkaru’), Yárat Karu Bhaga (‘la vulva que utilizaba Yáratkaru’).
De la unión del humano con la serpiente nació un niño con la piel estriada y brillante. El hijo se llamó Astika.
Cuando el rey Yanam Eyaiá finalmente hizo el sacrificio de serpientes (específicamente para matar a Taksaka), comenzó a atraer hacia el fuego a todas las serpientes del mundo. Entonces el sabio Astika se acercó al rey, elogió el sacrificio en términos tan elocuentes que el rey le ofreció cualquier favor que quisiera. Astika inmediatamente le pidió que acabara con el sacrificio. Aunque primero se arrepintió de su oferta, finalmente Yanameyaiá cumplió su palabra e interrumpió el sacrificio.

### Otras menciones en el «Majabhárata»

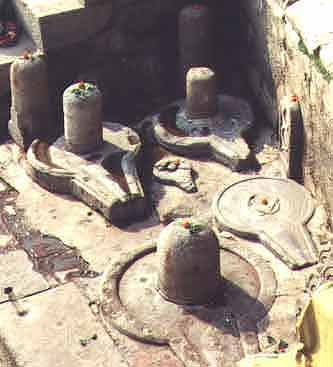
Un lingam (símbolo fálico del dios Shivá) al aire libre en Lepakshi, custodiado por una serpiente naga.

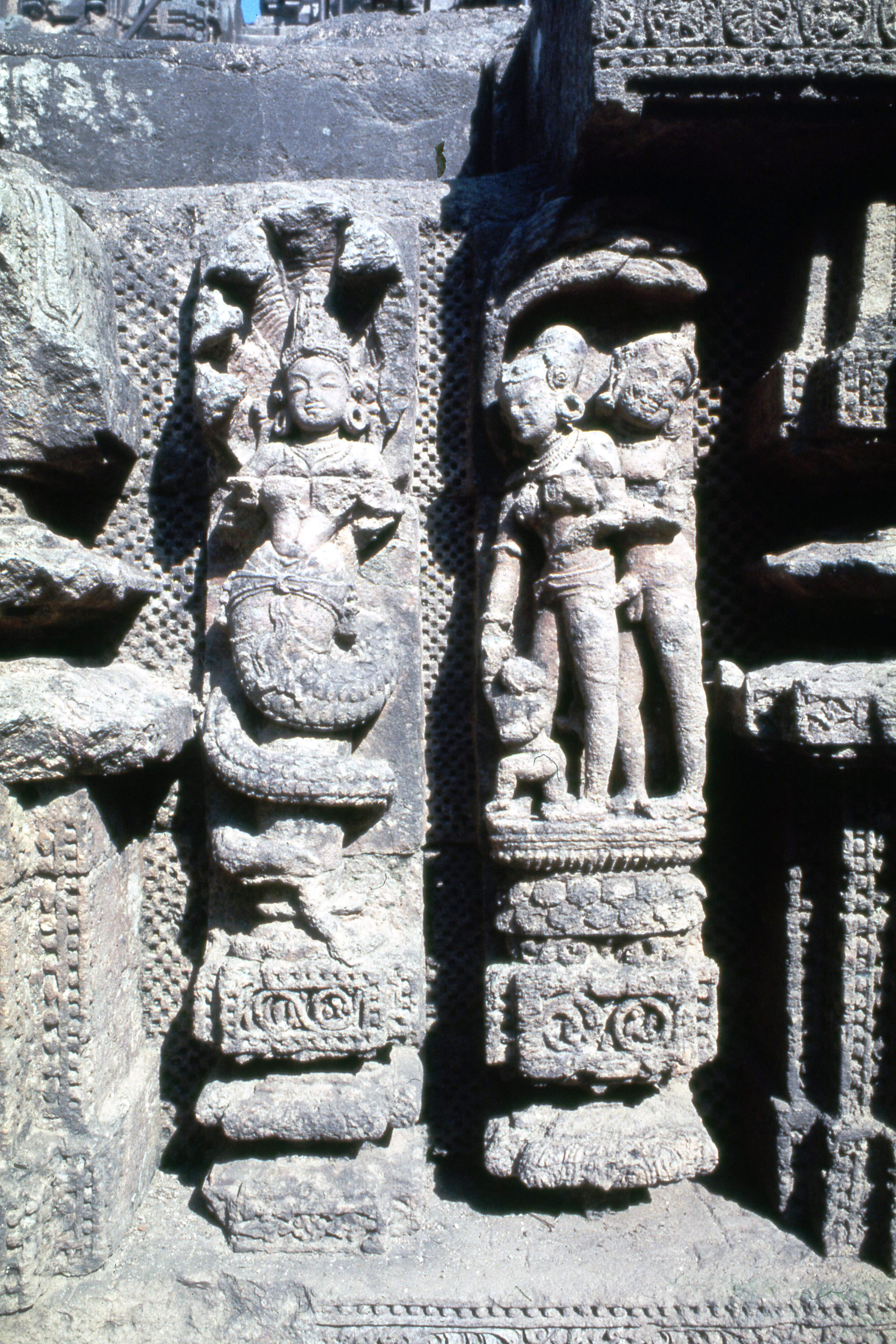
Estatua de una Nagini (izquierda, un Naga de entidad femenina) en el Templo de Suria.

- Vasuki (uno de los tres reyes de los nagas, siendo los otros dos sus hermanos Shesha y Taksaka) ayudó a los devás (dioses) y a los asuras (demonios) a extraer el amrita (el elixir de la inmortalidad) del océano de leche (uno de los océanos concéntricos que rodearían la India, según los hinduistas) siendo utilizado como cuerda, enroscado en el monte Mandara para batir las profundidades del océano.[6]

- La princesa nagini Ulupi tuvo un hijo (Iravat) con el héroe pándava Aryuna.[7] Aunque tuvo el apoyo de muchos nagas, finalmente fue asesinado por el monstruo rakshasa Alamvusha en la batalla de Kurukshetra.[8]

- Matali, el auriga del dios Indra, quería casar a su hija Gunakeshi. Se acercó al naga Ariaka y le propuso casarla con su hermoso nieto Sumukha. Ariaka replicó que Garudá había declarado su decisión de devorar a ese nieto, tal como ya había comido a su hijo. Matali persuadió entonces a Indra y a Visnú para que le dieran a Sumukha un trago de amrita (el elixir de la inmortalidad). Sumukha tomó la poción y pudo casarse felizmente con Gunakeshí.[9]

## En el hinduismo

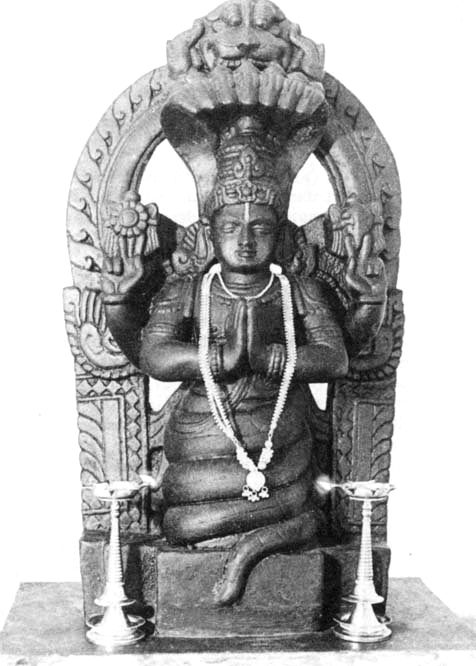
Los hindúes creen que el gramático Patañyali era una encarnación de la serpiente divina Adi-Sesha Naga.

En el norte de la India, hay comunidades que se hacen llamar «naga vanshi» (linaje de los nagas) porque se consideran descendientes de los nagas.
Varuna, el dios védico de las tormentas, es considerado el rey de los nagas.
Los nagas viven en los Patala, el séptimo planeta del inframundo. Son hijos de Kashiapa y Kadru.
Entre los más importantes se cuentan Manasá, Shesha Naga, Vasuki y Taksaka.

Maehle (2007: pág. ?) afirma que ―según una tradición― el gramático Patañshali era una encarnación de la serpiente divina Adi-Sesha Naga.

## En el budismo

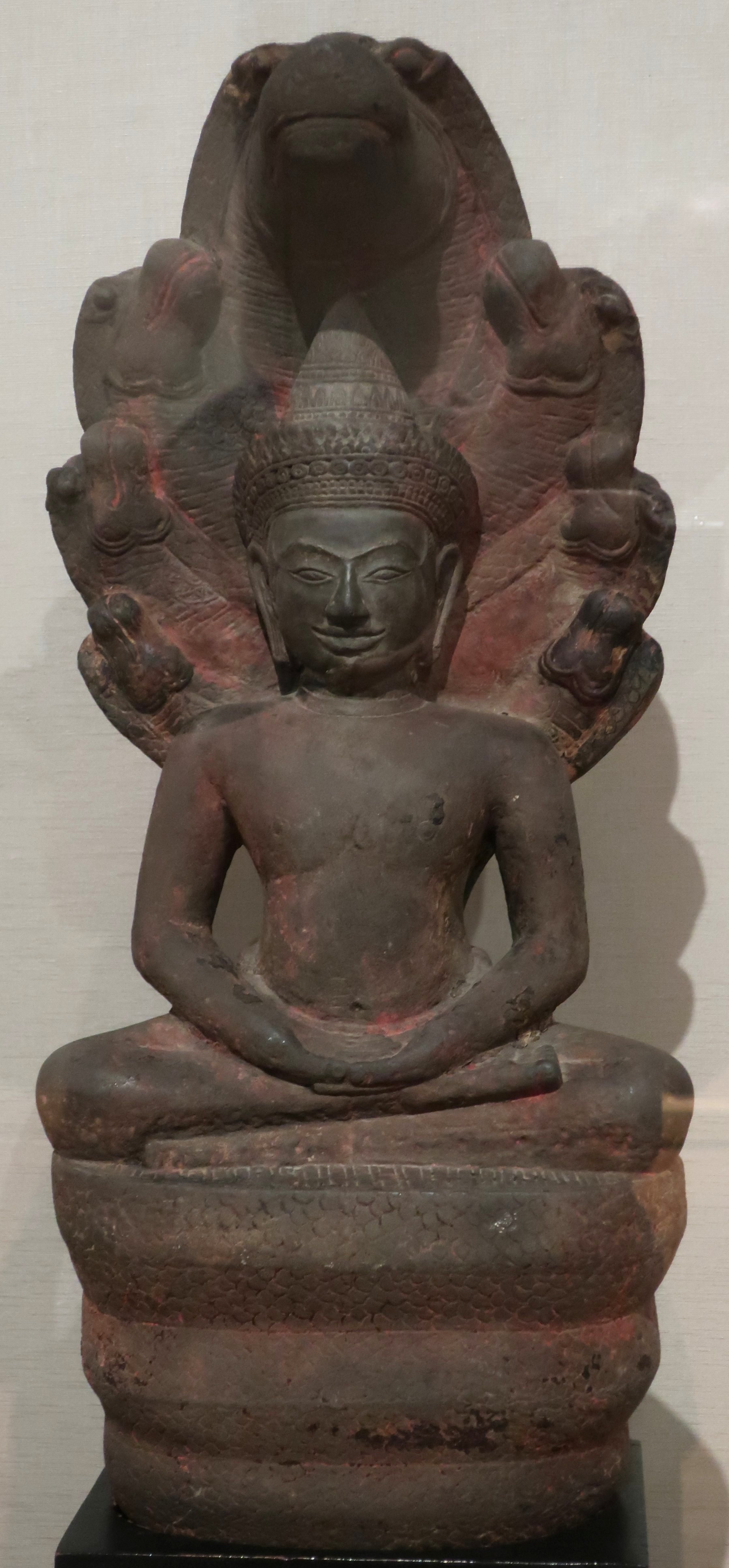
Muchalinda cubre al Buda Gautama de una tormenta.

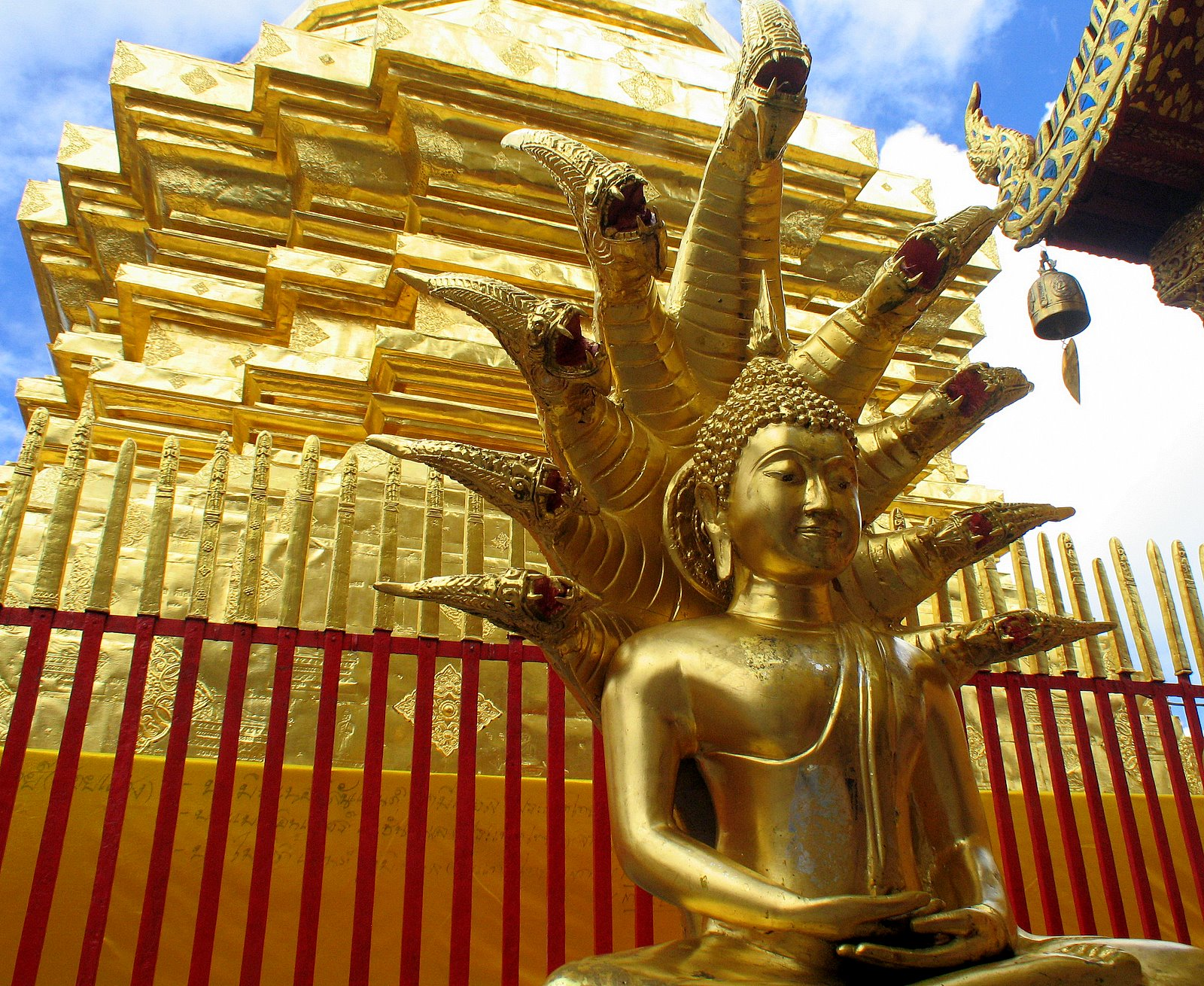
Muchalinda cobijando al Buda Gautama (Buda en actitud Naga Prok) en Wat Phra That Doi Suthep en Chiang Mai, Tailandia.

Las tradiciones sobre nagas también son muy comunes en todos los países budistas de Asia. Al igual que en el hinduismo, el nāga budista se ha fusionado con tradiciones locales y se ha representado a veces como un ser humano con una serpiente (cobra) o dragón que se extiende sobre su cabeza. Un nāga, con forma humana, intentó convertirse en monje; y al decirle que tal ordenación era imposible, Buda le dijo cómo asegurarse de que renacería como humano, y así podría convertirse en monje.
Se cree que los nagas viven tanto en Nagaloka, entre otras deidades menores, como en diversas partes de la tierra habitada por los humanos. Algunos viven en el agua, en arroyos o en el océano; otros, en la tierra, en cavernas.
Los nagas son los seguidores de Virūpākṣa (pāli: Virūpakkha), uno de los Cuatro Reyes Celestiales que custodia la dirección occidental. Actúan como guardianes sobre el monte Sumeru, protegiendo los dēvas de Trāyastriṃśa del ataque de los asuras.
Entre los nagas notables de la tradición budista se encuentra Muchalinda, nagaraja y protector del Buda. En el Sutra Vinaya (I, 3), poco después de su iluminación, el Buda está meditando en un bosque cuando se levantó una gran tormenta. Amablemente, el rey Muchalinda dio cobijo al Buda de la tormenta cubriendo su cabeza con sus siete cabezas de serpiente. A continuación, el rey adoptó la forma de un joven brahmán y rindió homenaje al Buda.
En las tradiciones Vajrayana y Mahasiddha, se representa a los nagas en su forma semihumana sosteniendo joyas nagas, kumbhas de Amrita o un terma que ha sido codificado elementalmente por los adeptos. En el budismo tibetano, a los nagas se les conoce como klu o klu-mo y se les asocia con el agua y la limpieza, ya que viven en océanos, ríos, lagos y manantiales, y no quieren que sus entornos se alteren o contaminen.
A los dos principales discípulos de Buda, Sariputta y Moggallāna, se les denomina Mahānāga o "Gran nāga". Algunas de las figuras más importantes de la historia budista simbolizan nagas en sus nombres, como Dignāga o Nāgāsēna, o se asignan otras raíces a su nombre, como en el caso de Nāgārjuna.

## Nagas

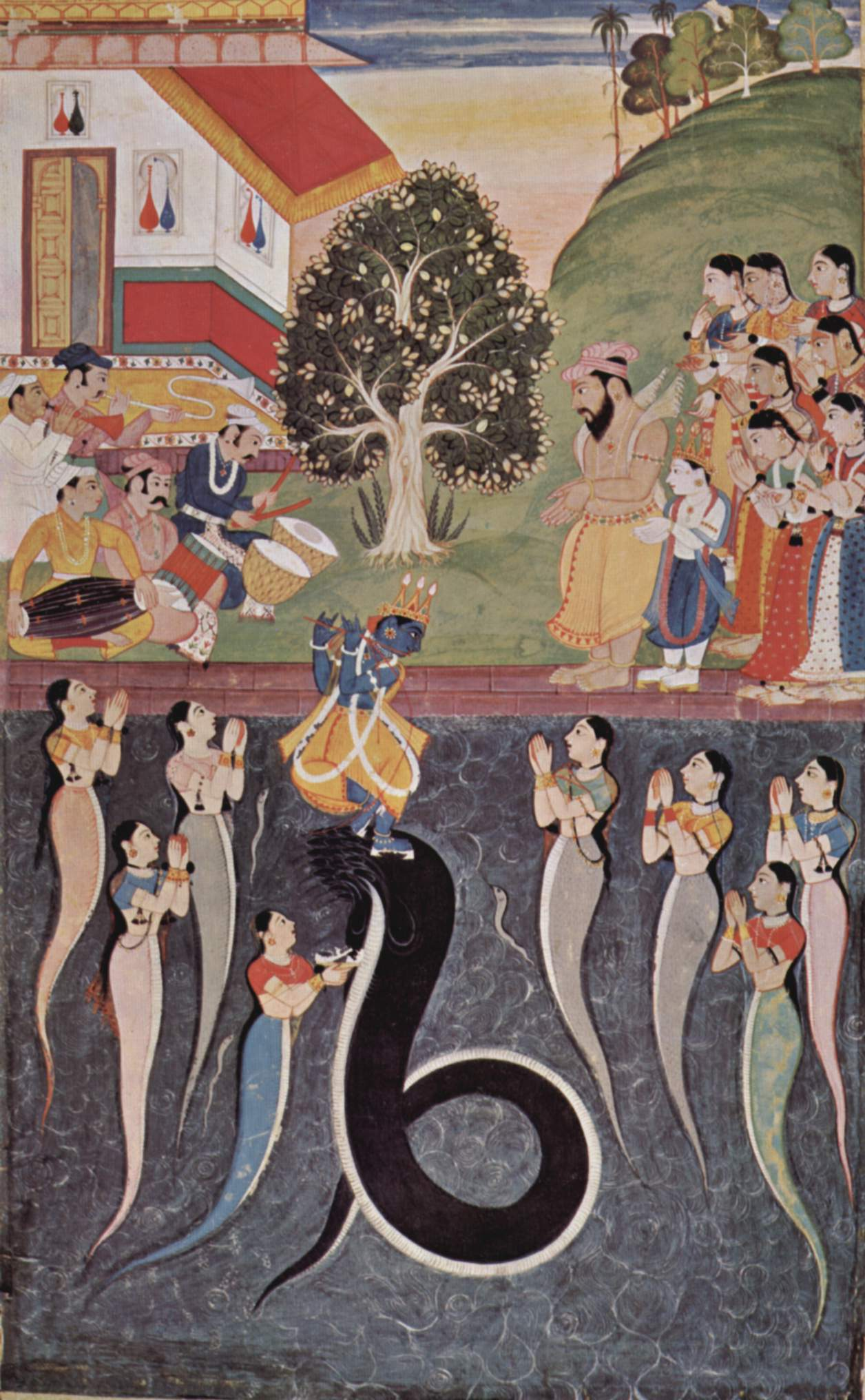
El dios Krisna baila sobre las cabezas del naga Kalíia, mientras las esposas del naga le oran a Krisna.

- Ananta Shesha (‘sin-fin restante’) la serpiente divina con mil cabezas que sirve de cama a Visnú.[17]
- Balarāma, origen de Ananta Shesha.[18]
- Kaliya, una serpiente vencida por Krisna
- Karkotaka controla el clima.
- Muchilinda, la serpiente que protegió a Buda de una tormenta.
- Padmavati, la reina de los nagas y compañera de Dháranendra (un rey de los nagas).
- Páravata akshá, demonio serpiente, cuya espada causa los sismos y su rugido causa los truenos.
- Taksaka, uno de los tres reyes de los nagas, siendo sus hermanos Vasuki y Shesha.
- Ulupi, la compañera de Aryuna en el texto épico Majabhárata. Majabhárata.
- Vasuki (uno de los tres reyes de los nagas, siendo los otros dos sus hermanos Shesha y Taksaka) ayudó a los devás (dioses) y a los asuras (demonios) a extraer el amrita (el elixir de la inmortalidad) del océano de leche (uno de los océanos concéntricos que rodearían la India, según los hinduistas) siendo utilizado como cuerda, enroscado en el monte Mandara para batir las profundidades del océano.[6]

## Dónde viven los nagas
- Patala (o Nagaloka), el séptimo de los planetas infernales del inframundo. Su capital se llama Bhoga Vatī.[19]
- Lago Mana Sarovar, lago de los grandes nagas.
- Monte Sumeru.
- Nagaland, en el noreste de la India, habitado actualmente por tribus nagas.
- Kacha Naga, tribus nagas que viven fuera de Nagaland.
- Naggar, pueblo en la cordillera de los Himalayas (en el Tíbet), que deriva del nombre de las tribus nagas.
- Nagpur, ciudad india cuyo nombre deriva de Naga Pura (‘ciudad de nagas’).
- Océano Pacífico, según un mito camboyano.
- El pozo de Shesna, en Benarés (a orillas del río Ganges, en la India), que se dice que es la entrada a los Patalas (infiernos).
- Nagadaa, sitio en Pakistán donde se cree que se llevó a cabo el genocidio de los nagas (naga iagñá: ‘el sacrificio de las serpientes’).
- Río Mekong, que cruza Tíbet, China, Birmania, Tailandia, Laos, Camboya y Vietnam.

## Los nagas en la cultura occidental actual
Los nagas han sido empleados con normalidad en diversos juegos de rol, como Dungeons & Dragons, Guild Wars, La Leyenda de los Cinco Anillos o en videojuegos, como en Warcraft III: The Frozen Throne, Heroes of Might and Magic o World of Warcraft.

### Juegos de mesa
También en el juego de cartas Yu-Gi-Oh!, la carta «Vennominaga, Dios de las Serpientes Venenosas» está basada en una naga espíritu, debido a que es prácticamente inmortal e invulnerable, para los conceptos del juego. Otras Cartas de Monstruo basados en nāgas y nāginis son «Princesa Serperntina» (cuyo nombre original es «Nāga»), «El Sombrañeca Shekhinaga», «Artistamigo Compañaga» y «Naga Reptílica».
También aparece en otros juegos, como en La Batalla por Wesnoth.

### Manga/anime
En el manga/anime One Piece existen dos frutas del diablo tipo zoan que permiten a quien se las coma transformarse en híbridos entre humanos y serpientes, muy similares a los nagas. Estas frutas son la Hebi hebi no mi (modelo cobra real) y Hebi hebi no mi (modelo anaconda). En el manga/anime Slayers, un personaje antagonista recibe ese nombre (Naga, la Serpiente Blanca), y está asociado con serpientes. En el anime Monster Rancher hay un monstruo llamado Naga, que justamente tiene apariencia de naga.
Por el último arco de la obra Tokyo Ghoul:Re, actualmente sólo en el manga, el protagonista sufre una especie de mutación provocada por haber consumido excesivas Células Rc  para eventualmente descontrolarse; mostrando un estado inconsciente de la moral, arrasando con todo a su paso y devorándose sin discurrir hasta ante lo no humano. Naaga (llamados así por los Niños de la Ciudad Subterránea), también conocidos como «Dragón» se describirían como grandes masas de Kagune amorfo cuyo tamaño es de varios cientos de metros, dispersas con bocas y ojos por toda su extensión.

### Literatura
En la saga «Hija de Humo y Hueso», Issa, una de las figuras maternas de Karou la protagonista, es descrita comúnmente como «la mujer serpiente». Karou la dibujaba como una diosa serpiente en un templo antiguo. Serpiente de cintura para abajo y mujer de cintura para arriba, con pechos turgentes y desnudos de las tallas del Kama Sutra, la capucha y los colmillos de una cobra y un rostro bondadoso; llevando media docena de serpientes enroscadas al cuerpo, repartidas en brazos, deslizándose por su pelo y una en torno a su delgada cintura como el cinturón de una bailarina de la danza del vientre.
La «mascota» de lord Voldemort, en la saga Harry Potter, es una gran serpiente que recibe el nombre de «Nagini».

### Videojuegos
En el videojuego Underworld de la saga Lara Croft: Tomb Raider aparecen unos lagartos gigantes llamados Nagas en el nivel de Tailandia y que hacen referencia a la mitología. 
En el universo de la franquicia de videojuegos Final Fantasy también hacen su aparición los Naga. Son representados con cuerpo de serpiente y cara humanoide.
En el videojuego de RPG «Breath of Fire I y II» de Super Nintendo aparece como una aliada del jugador una nagini llamada «Bleu», con apariencia humana de cintura hacia arriba y serpiente hacia abajo. 
En el juego de estrategia «StarCraft II» existen una criaturas ancestrales llamados los Xel'Naga, supuestamente los creadores de los Protoss y de los Zerg que tienen ciertas características similares a las de un reptil. 
En la saga «Fire Emblem»Naga es la reina de los dragones divinos y creadora de la espada Falchion.
El rey de los nagas, Shesha, es un personaje prominente en el juego Shin Megami Tensei IV.
En la novela visual «Kajiri Kamui Kagura», el Dios Tenma Yato puede manifestarse como un Naga dentro de su universo.

### Otros
Naga es el nombre que recibe un ejemplar hembra de perro oso polar que pertenece al Avatar Korra como su acompañante, animal guía y su principal forma de transporte, en la serie Avatar la Leyenda de Korra.
En México Naga suele ser asociado con la serpiente del Escudo Nacional de México y Garudá asociado con el águila, el adversario que viene a combatirla. En la cultura popular el águila devora a la serpiente mas la profecía azteca declara que es un combate, una lucha de ambas, donde no se sabe quién ganará.
En la película Snakeman, es mencionado en el Pueblo Serpiente del Amazonas como guardián de la fuente de la juventud eterna.